# Nagy acsa
A nagy acsa (Aeshna grandis) a karcsú acsák családjába tartozó, főleg Közép- és Kelet-Európában elterjedt szitakötőfaj.
Magyarországon nem védett.

## Előfordulása

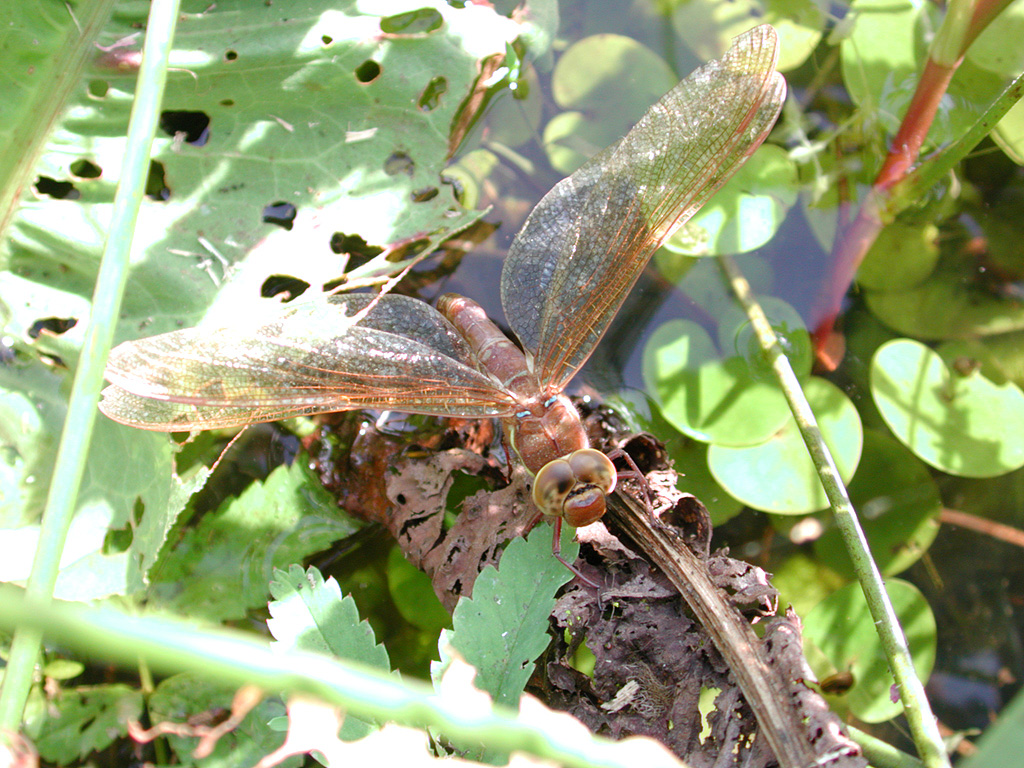
Peterakó nőstény

Leginkább Közép- és északkelet-Európában gyakori, de kisebb-nagyobb populációi a Brit-szigetektől egészen a Bajkálig előfordulnak. A mediterrán vidékekről a hegységek kivételével hiányzik. Magyarországon az Alpokalján és a Szigetközben található meg rendszeresen.

## Megjelenése

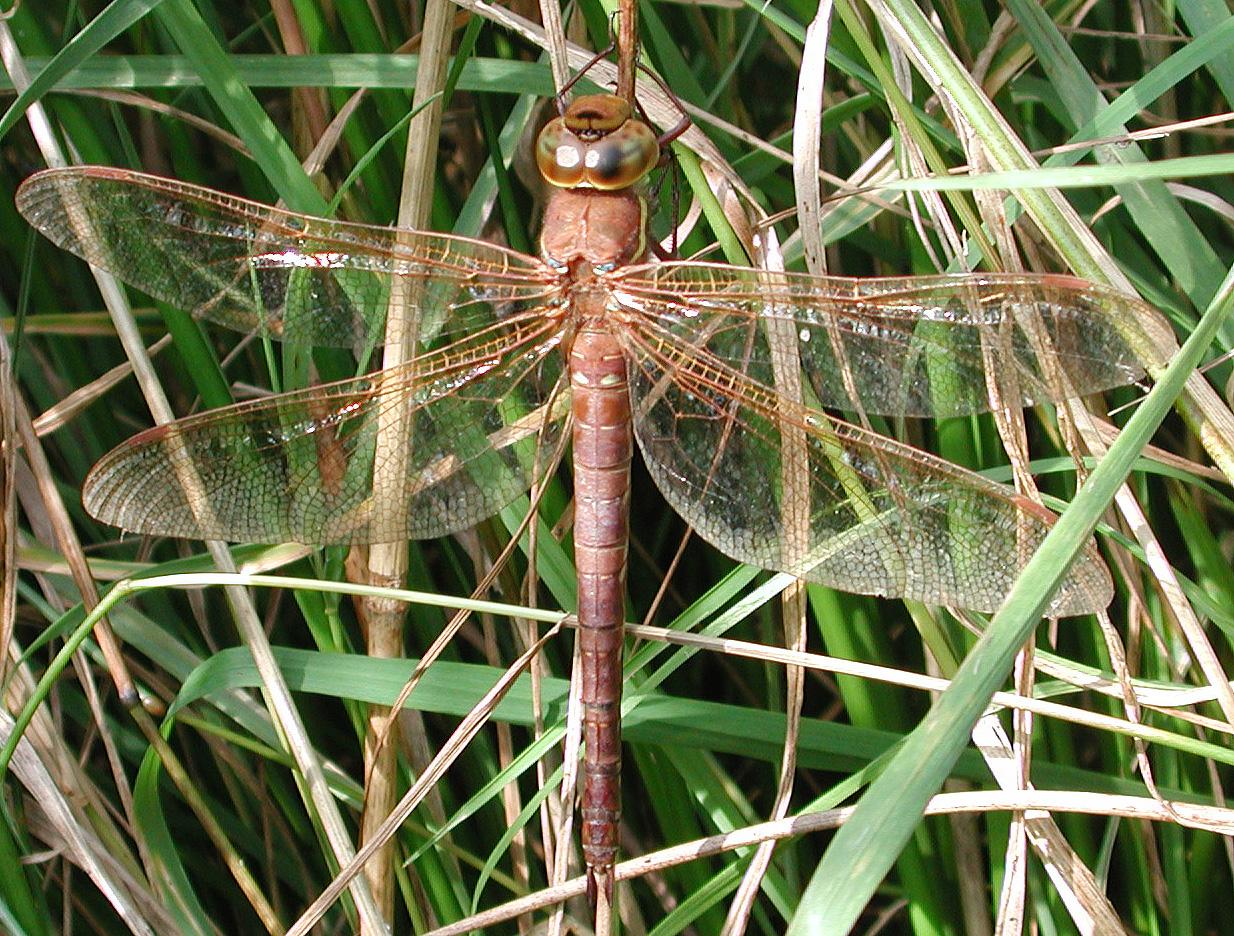
Nőstény nagy acsa

A nagy acsa viszonylag nagy méretű szitakötő, szárnyfesztávolsága eléri a 95–105 mm-t. Legjellemzőbb tulajdonsága egész szárnyának füstös, sárgás-barnás színezete, amiről könnyen felismerhető. Szárnyjegye világosbarna. Tora és potroha alapszíne barna. A toron a szárnyak tövében négy kis kék pötty látható. A tor oldalán két ferde sáv húzódik, amelynek színe a hímeknél élénk-, a nőstényeknél halványsárga. A hímek potrohán a második szelvény felső részén két kék folt, a potroh oldalán pedig egész hosszában további kék foltok találhatóak. Ezek a nőstényeken halványsárga színűek. A hímek potroha a harmadik szelvénynél láthatóan elkeskenyedik, míg a nőstényeké egyenletesen vastag. A hím szemei kékes-, a nőstényé zöldesbarna színűek.
Hasonlít hozzá a lápi acsa (Aeshna isoceles), de annak szárnya színtelen, szeme élénkzöld és potrohán nincsenek kék vagy világos foltok, csak a potroh felső részének tövénél egy jellegzetes háromszögű sárga rajzolat.

## Életmódja
A nagy acsa lárvája hűvös lápokban, tavakban, holtágakban vagy lassú folyású vizekben él. Fejlődése két-három évig tart. Az imágók júniusban jelennek meg és egészen szeptember végéig repülhetnek. A kifejlett szitakötők erdőszéleken, tisztásokon vadásznak. Repülésük látványos, a hosszú vitorlázásokat gyors szárnycsapkodással váltogatják. Párosodás után a nőstény a felszínen lebegő vagy a víz alatti növényekbe helyezi megtermékenyített petéit.